# 貴港駅
貴港駅 は、中華人民共和国 広西チワン族自治区 貴港市 港北区 貴城街道518にあり  、南広線 と 黎湛線が乗り入れ、1956年に建設され、 南寧鉄路局の管轄である。 

## 駅周辺
- 貴糖高等学校
- 貴港市気象局
- 貴港高速道路管理
- 聖湖中学校
- 貴港五州病院
- 貴港明珠ホテル
- 中国郵貯銀行 、静港大道、高速鉄道プラザ事務所
- 精途ホテル貴港高速鉄道駅店
- 貴港インターナショナルホテル
- 貴港天城ビジネスホテル
- チャイナテレコムホンギプラザビジネスホール
- 貴港クラウンプラザインターナショナルホテル
- ニューセンチュリープラザ
- 貴港東湖公園

## 歴史
- 1956年に建てられた。

## 隣の駅
中国国鉄

南広線
賓陽駅　-　貴港駅　-　桂平駅
黎湛線
根竹駅　-　貴港駅　-　八塘駅

## 参考資料
1. ↑  “南宁局集团公司客运站数据(车站)”.  中国铁路客户服务中心. 2018年7月4日閲覧。
2. ↑  贵港火车站介绍